# Casa Rectoral de Santa Maria de la Geltrú
La Casa Rectoral de Santa Maria de la Geltrú és una obra de Vilanova i la Geltrú (Garraf) protegida com a Bé Cultural d'Interès Local.

## Descripció
Es tracta d'un edifici entre mitgeres amb dos façanes al carrer, organitzat partint de la "sala" a la planta principal de l'habitatge i de les dependències de serveis a la planta baixa.
La casa compta amb planta baixa i planta pis amb part de planta golfa. La coberta és a dues vessants amb careners paral·lels al carrer i a diferent alçada. A la planta principal hi ha un petit terrat. Presència d'arcs diafragma apuntats de pedra al vestíbul i sala lateral esquerra de la planta baixa. L'embigat de la "sala" és vist i sobrealçat respecte a la resta de dependències de la planta principal.
Pel que fa al sistema constructiu, les parets de càrrega són de paredat i tàpia, el forjat és de bigues de fusta i llates vistes. La coberta és de teula àrab.
El portal d'entrada és d'arc de mig punt adovellat sota un balcó petit de poca volada i d'obertura amb llinda. Les finestres són amb llinda. A la façana del carrer dels Terrissaires trobem un ràfec i tres gàrgoles de pedra sense ornamentació.